# 胡耀邦故居
胡耀邦故居（こようほうこきょ）は、元中国共産党中央委員会総書記の胡耀邦の生家である。湖南省長沙市瀏陽市中和鎮に位置する。敷地面積は450m2。土木構造。部屋が全部で15間ある。

## 歴史
- 清の咸豊帝の時代に、胡耀邦の曾祖父の胡明鐘とその兄の胡明鏡が設立。
- 1915年11月13日、胡耀邦はここで産まれ、幼児期、少年期時代を過ごした。
- 1995年2月、瀏陽市人民政府が故居を修復し、国内観光客に一般公開される。
- 1996年、湖南省文物保護単位に指定された。
- 2002年、中国共産党中央宣伝部は故郷を全国愛国主義教育基地に認定した。
- 2005年2月、胡耀邦文物展覧館設立。
- 2013年5月6日、中華人民共和国国務院は故郷を第七批全国重点文物保護単位に認定した[4]。
- 2014年、元中国共産党中央委員会総書記胡錦濤がここを参詣した[5]。